# Нашру
Нашру — правитель Хатры примерно с 128/129 по период после 138 года. На настоящее время он известен из 34 надписей из Хатры.
Нашру был сыном его предшественника Нашрихаба и отцом последующих правителей Хатры Волгаша и Санатрука I. В надписях Нашру носит титул mry'  (господин). Четыре надписи эпохи его правления имеют даты. Из одной из них видно, что в месяце Ияра 449 года эры Селевкидов (138 год) Нашру вел строительство городской стены и ворот в районе храма Хатры. Конец его правления является неопределенным, так как следующая датированная надпись из Хатры относится к 176/177 году и поэтому неясно, когда его сыновья захватили власть.